# Karl Rennstich
Karl Wilhelm Rennstich (* 20. März 1937 in Stetten am Heuchelberg; † 19. Dezember 2015) war ein deutscher Historiker und evangelischer Theologe.

## Leben
Rennstichs Vater verstarb bereits 1940. Rennstich studierte evangelische Theologie in Wuppertal und Basel. Anschließend wurde er Vikar der württembergischen Landeskirche. Nach seinem Vikariat in Boll bei Oberndorf am Neckar ging er 1965 für die Basler Mission nach Sabah in Ost-Malaysia. Im Anschluss lehrte er als Dozent am Trinity College in Singapur und baute dort auch eine evangelische Gemeinde mit auf. Im Jahr 1976 wurde er an der Universität Basel mit einer Dissertation zum Thema Mission und wirtschaftliche Entwicklung zum Dr. theol. promoviert, im Jahr 1994 habilitierte er sich.
Seit 1977 war er Pfarrer im Pfarramt für Mission und Ökumene in Heilbronn, im Jahr 1986 wurde er geschäftsführender Studienleiter der Missionsakademie an der Universität Hamburg. Hier betreute er vor allem Theologiestudenten aus Übersee. 1979 wurde er als Privatdozent für Missionswissenschaften an die Evangelisch-Theologische Fakultät der Universität Basel berufen. Im Jahr 1992 wurde er Leiter des Pastoralkollegs Bad Urach sowie Kirchenrat und Pfarrer in Seeburg. Ab 2002 lebte er im Ruhestand in Reutlingen. Im Jahr 2005 hielt er an der Universität Basel seine letzte Vorlesung.
Rennstich beschäftigte sich seit seinen ersten Vorlesungen in Singapur vor allem mit dem Thema Korruption, dem auch seine Habilitationsschrift aus dem Jahr 1994 gewidmet war, und veröffentlichte im Jahr 2005 ein Buch, in welchem er sich mit Korruption aus Sicht verschiedener Weltreligionen auseinandersetzte. Er betrachtete die Korruption aufgrund ihrer schädlichen Wirkung auf viele Menschen als eine der zentralen Herausforderungen für Gesellschaft und Kirche.
Rennstich starb am 19. Dezember 2015 an den Folgen eines schweren Sturzes.

## Schriften (Auswahl)
- Mission und wirtschaftliche Entwicklung. Biblische Theologie des Kulturwandels und christliche Ethik (= Gesellschaft und Theologie, Abt. Systematische Beiträge, Bd. 25). Kaiser, München 1978, ISBN 3-459-01181-5 (= Dissertation Universität Basel).
- Die Basler Mission und die Basler Handelsgesellschaft. In: Pietismus und Neuzeit, Bd. 7 (1981), S. 180–217.
- Handwerker-Theologen und Industrie-Brüder als Botschafter des Friedens. Entwicklungshilfe der Basler Mission im 19. Jahrhundert. Evangelischer Missionsverlag im Christl. Verl.-Haus, Stuttgart 1985, ISBN 3-7675-2358-2.
- Karl Hartensteins Bedeutung für die Beteiligung der deutschen Kirche und Mission an der ökumenischen Bewegung. In: Ökumenische Rundschau, Bd. 35 (1986), S. 159–173.

- ... nicht jammern, Hand anlegen! Christian Friedrich Spittler. Leben und Werk. Franz, Metzingen 1987, ISBN 3-7722-0281-0.

- Die zwei Symbole des Kreuzes. Handel und Mission in China und Südostasien. Quell-Verlag, Stuttgart 1988, ISBN 3-7918-1404-4.
- Das Unservater und die Blumhardts. In: Theologische Zeitschrift, Bd. 48 (1992), S. 127–141.
- Mission und Bekennende Kirche. Weitersagen des Glaubens, Leiden und Wiedergutmachung am Beispiel von Karl Hartenstein. In: Theologische Zeitschrift, Bd. 49 (1993), S. 142–174.
- Heil und Unheil in der Sicht der Religionen. In: Theologische Zeitschrift, Bd. 50 (1994), S. 220–251.
- Karl Hartenstein als Direktor der Basler Mission (1926-1939). In: Fritz H. Lamparter (Hrsg.): Karl Hartenstein - Leben in weltweitem Horizont. Beiträge zu seinem 100. Geburtstag. Verlag für Kultur und Wissenschaft, Bonn 1995, S. 39–56, ISBN 3-926105-63-1.
- Mission nach koranischem und biblischen Verständnis. In: Thomas Schirrmacher (Hrsg.): Kein anderer Name. Die Einzigartigkeit Jesu Christi und das Gespräch mit nichtchristlichen Religionen. Festschrift zum 70. Geburtstag von Peter Beyerhaus. Verlag für Theologie und Religionswissenschaft, Nürnberg 1999, S. 373–397, ISBN 3-933-372-25-9.
- Gemeindeentwicklung aus ökumenischer Sicht. Vom "Rottenburger" zum "Ökumenischen Modell". In: Michael Fischer (Hrsg.): Herausforderung Gemeindeentwicklung. Erfahrungen - Aspekte - Perspektiven. Francke, Tübingen 2000, S. 157–170, ISBN 3-7720-2527-7.
- Reich Gottes oder freier Markt? Christoph Blumhardt und religiöser Sozialismus. In: Albrecht Esche (Hrsg.): Warten und Pressieren. 150 Jahre Blumhardt Bad Boll. Evangelische Akademie, Bad Boll 2002, S. 105–126.
- Christliche und islamische Wirtschaftsethik und der globale "Geld-Gott". In: Ulrich Dehn (Hrsg.). Jenseits der Festungsmauern. Verstehen und Begegnen. Festschrift Olaf Schumann zum 65. Geburtstag. Erlanger Verlag für Mission und Ökumene. Neuendettelsau 2003, S. 319–342, ISBN 3-87214-606-8.
- Schamanismus. Die Religion der Rungus-Dusun in Malaysia (= Religionswissenschaft, Bd. 5). Lit, Münster 2004, ISBN 3-8258-6800-1.
- Korruption und Religion. Hampp-Verlag, München 2005, ISBN 978-3-87988-986-0.
- Mission und Kirche in Notzeiten. Karl Hartensteins Arbeit in Basel, Korntal und Stuttgart 1933-1945. In: Blätter für württembergische Kirchengeschichte, Bd. 105 (2005), S. 109–123.
- Gerechtigkeit für Alle. Religiöser Sozialismus in Mission und Entwicklung. Globethics.net, Geneva 2016, ISBN 978-2-88931-141-5.
- Karl Rennstich verfasste außerdem zahlreiche Artikel im Biographisch-Bibliographischen Kirchenlexikon (BBKL)